# Vento do Espírito
Vento do Espírito é um álbum de estúdio de Bruna Karla, sendo o terceiro trabalho da cantora pela MK Music. Produzido por Emerson Pinheiro, o disco vendeu mais de cem mil cópias, recebendo apenas a certificação de Disco de Ouro pela Associação Brasileira dos Produtores de Discos

## Faixas
1. Vento do Espírito (Silvinho Figueiredo e Eliel Lopes)
2. Você Precisa (Marcus Salles)
3. Confiar em Ti (Eyshila)
4. Lindo Coral (Suedson Damasceno)
5. Um Milagre Vai Acontecer (Silvinho Figueiredo e Eliel Lopes)
6. Transformando Corações (Emerson Pinheiro, Duda Andrade e Marcus Salles)
7. Ouro, Incenso e Mirra (Andréa Antunes)
8. Fenômeno (Ademilson da Silva)
9. Minha Justificação (Davi Fernandes)
10. Poder (Oziel Silva)
11. Toque nas Águas (Emerson Pinheiro, Duda Andrade, Valmir Bessa e Marcus Salles)
12. Uma Mulher, Um Milagre (Marcus Salles)

## Clipes
- Vento do Espírito